# Több a sokknál
A Több a sokknál (eredeti cím: Bringing Down the House) 2003-ban bemutatott amerikai romantikus filmvígjáték, melyet Adam Shankman rendezett. A főbb szerepekben Steve Martin és Queen Latifah látható.
Egy jómódú ügyvéd kénytelen segíteni egy börtönből frissen szabadult, szókimondó fekete nőnek, aki ártatlanságát akarja bebizonyítani.
Az Amerikai Egyesült Államokban 2003. március 7-én mutatták be a mozikban. Bevételi szempontból kiválóan teljesített, a 33 millió dolláról készül produkció világszerte mintegy 165 millió dollárt termelt. A kritikusokat azonban megosztotta a film.

## Cselekmény
Peter Sanderson munkamániás, adóügyekkel foglalkozó ügyvéd. Különköltözött feleségétől, Kate-től és gyerekeire, Sarah-ra and Georgie-ra sincs ideje.
Egy chatszobában megismerkedik Charlene Mortonnal, akit fiatal ügyvédnőnek hisz és vakrandira hív meg otthonába. Randipartnere azonban valójában egy nagyszájú, fekete nő, nemrég szökött meg a börtönből, ahová állítása szerint ártatlanul zárták. Charlene zsarolással akarja rávenni a férfit, segítsen neki tisztázni a nevét, de Peter kidobja őt otthonából.
Amikor Peter épp egy problémás ügyféllel, a dúsgazdag Mrs. Virginia Arness-szel készül találkozni, Charlene felbukkan a színen és felkelti Peter kollégájának és barátjának, a kéjsóvár Howie Rottmannek a figyelmét. Peter hajlandó segíteni a nőnek átnézni bírósági papírjait és elszállásolja őt otthonában, azt hazudva mindenkinek, hogy Charlene a gyerekei dadusa. Kate kellemetlen modorú, gazdag és idős férfiak vagyonára pályázó, pénzéhes húga tiszteletlenül bánik Charlene-nel, de ő egy ádáz, öltözőbeli verekedésben diadalmaskodik felette.
Peter vacsorázni viszi Charlene-t, Kate-t viszont felzaklatja, amikor látja őket együtt táncolni. Hazatérve Charlene tanácsokat ad a részeg Peternek felesége visszaszerzéséhez, de félreérthető helyzetben talál rájuk Peter bigott szomszédja, aki egyben főnökének a nővére is. Charlene segítségével Georgie legyőzi olvasási nehézségeit, Sarah megmenekül egy partin egy erőszakoskodó udvarlótól és Peter is jobb szülővé válik.

## Szereplők
| Színész           | Szerep                                            | Magyar hang        |
| ----------------- | ------------------------------------------------- | ------------------ |
| Steve Martin      | Peter Sanderson ügyvéd                            | Barbinek Péter     |
| Queen Latifah     | Charlene Morton, szökött elítélt                  | Bognár Gyöngyvér   |
| Eugene Levy       | Howie Rottman, Peter kollégája és legjobb barátja | Orosz István       |
| Kimberly J. Brown | Sarah Sanderson, Peter lánya                      | Bogdányi Titanilla |
| Angus T. Jones    | Georgie Sanderson, Peter fia                      |                    |
| Joan Plowright    | Virginia Arness, Peter arrogáns ügyfele           | Pásztor Erzsi      |
| Jean Smart        | Kate Sanderson, Peter elhidegült felesége         | Kovács Nóra        |
| Missi Pyle        | Ashley, Kate szexmániás és pénzéhes húga          |                    |
| Steve Harris      | Özvegy, Charlene zűrös exbarátja                  | Galambos Péter     |
| Michael Rosenbaum | Todd Gendler, Peter arrogáns kollégája            |                    |
| Betty White       | Mrs. Kline, Peter rasszista szomszédja            |                    |
| Jim Haynie        | Ed Tobias, Peter főnöke                           |                    |
| Matt Lutz         | Aaron                                             |                    |
| Victor Webster    | Glen, Kate jóval fiatalabb udvarlója              |                    |
| Kelly Price       | önmaga                                            |                    |

## Fogadtatás

### Bevételi adatok
A film első helyen nyitott az észak-amerikai mozikban. 33 millió dolláros költségvetés mellett az USA-ban és Kanadában 132,7 millió, a többi országban 32 millió dollárt termelt. Összbevétele így 164,7 millió dollár lett.

### Kritikai visszhang
A Rotten Tomatoes weboldalon 151 kritika összesítése alapján 34%-os értékelést szerzett. A szöveges konklúzió szerint „bár a szereplőgárda sziporkázik, képtelenek megmenteni ezt a vígjátékot, amely túlzottan mesterkélt és tömve van elavult, sértő faji jellegű viccekkel.”

## Fordítás
- Ez a szócikk részben vagy egészben  a   Bringing Down the House (film) című angol Wikipédia-szócikk fordításán alapul.  Az eredeti cikk szerkesztőit annak laptörténete sorolja fel. Ez a jelzés csupán a megfogalmazás eredetét és a szerzői jogokat jelzi, nem szolgál a cikkben szereplő információk forrásmegjelöléseként.